# Baptistischer Friedhof Gelsenkirchen
Der Baptistische Friedhof Gelsenkirchen (nach 1942 auch Evangelisch-Freikirchlicher Friedhof genannt) wurde am 18. August 1901 seiner Bestimmung übergeben und dient bis heute als Ruhestätte für verstorbene Mitglieder und Freunde der Evangelisch-Freikirchlichen Gemeinde Gelsenkirchen Erlöserkirche KdöR (offizieller Name bis 1942: Baptistengemeinde Schalke-Gelsenkirchen). Der Friedhof befindet sich im Stadtteil Schalke an der Hochkampstraße 3.

## Geschichte
Am 20. Januar 1895 beschloss die Gemeindeversammlung der Baptistengemeinde Schalke-Gelsenkirchen: „Es soll ein Gesuch an die Behörden wegen eines eigenen Friedhofes gestellt werden“. Hintergrund dieses Beschlusses war die auch an vielen anderen Orten gemachte Erfahrung, dass die kirchlichen Träger der damals mehrheitlich konfessionellen Friedhöfe Trauerfeiern und Beerdigungen von freikirchlichen Christen behinderten oder gar verweigerten. In Dr. von Hammerschmidt, dem damaligen Landrat und späteren Landeshauptmann von Westfalen, fanden die Friedhofspläne der Gelsenkirchener Baptisten einen wohlgesinnten Förderer. Ein großes Grundstück an der Hochkampstraße wurde der Freikirche zum Ankauf angeboten und schließlich von der Gemeinde erworben. Nach weiteren gemeindeinternen Beratungen im Juni 1901 wurde ein Teil des Grundstücks an die freikirchliche Evangelische Gemeinschaft veräußert. Diese vereinigte sich 1968 mit der Bischöflichen Methodistenkirche zur Evangelisch-methodistischen Kirche. Für die Baptisten verblieb eine Friedhofsfläche von rund 9300 m², der heutige Parkplatz mit eingerechnet. Die Einfriedungs- und Erdarbeiten wurden größtenteils von den Baptisten in Eigenleistung erbracht. Am 18. August 1901 fand die feierliche Einweihung statt.
Zu den besonderen Grabstätten gehört die des Ehepaares August Broda und Hedwig, geborene Schröder. August Broda war von 1893 bis 1929 der erste Pastor der Baptistengemeinde Gelsenkirchen und Mitinitiator des Friedhofs.

## Friedhofsbetrieb
Ursprünglich wurden die Trauergottesdienste in der Zionskirche abgehalten. Die Trauergemeinde begleitete anschließend über öffentliche Straßen den Verstorbenen zum Friedhof. Nachdem der Großstadtverkehr solche Trauerzüge unmöglich machte, wurde für die Trauerfeiern eine auf dem Friedhof errichtete Holzbaracke benutzt. Seit vielen Jahren gibt es ein Abkommen mit der römisch-katholischen Kirchengemeinde St. Joseph Schalke, das die Benutzung ihrer Friedhofskapelle auf dem angrenzenden katholischen Friedhof gegen ein entsprechendes Entgelt ermöglicht. Dafür wurde zwischen dem baptistischen und dem katholischen Friedhof ein Durchgangstor errichtet, das bei Trauerfeiern geöffnet wird.
Der Friedhof wird von einem ehrenamtlichen Friedhofsverwalter betreut. Ihm zur Seite stehen sogenannte 450-Euro-Kräfte, denen die gärtnerische Pflege übertragen wurde. Die im Zusammenhang der Beisetzung notwendigen Arbeiten werden von einer benachbarten Friedhofsgärtnerei übernommen, die auch den methodistischen Friedhof betreut.